# II-23
De II-23 is een nationale weg van de tweede klasse in Bulgarije. De weg loopt van Roese via Isperich naar Doelovo. De II-23 is 113 kilometer lang.